# Grubišić
Grubišić je hrvatska plemićka obitelj podrijetlom iz srednjobosanskog mjesta Olova.

## Povijest
Na tri grane podijelila se 1555. godine. Rodonačelnici tih triju grana su Esker, Mihajlo i Bernard. Eskerova grana je ostala živjeti u Bosni. Vremenom se izgubila svaka informacija o njima. Mihajlova grana napustila je Bosnu i otišla u južnu Hrvatsku, u Dalmaciju. Mihajlova se grana podijelila na makarsku granu koja je dvor imala u Tučepima. Druga grana završila je u Omišu. Ova je grana dobila mletačko plemstvo 1763., naslov "conte Veneto". Dobili su i austrijsko plemstvo. Pavle Grubišić ga je dobio 1860., uz pridjevak "od Kereszturma". Bernardova grana je treća grana. Godine 1653. prvi je spomen te grane kao Bergnakovich aliter Grubisich. Iz Olova su se prije 1667. preselili u Sarajevo. Ondje su došli na glas kao vrsni trgovci. Djelatnost su razgranali i bili su jedna od najpoznatijih trgovačkih obitelji iz Bosne 17. stoljeća. 
Jedan od Grubišića dobio je i ugarsko plemstvo. Dodijelio ga je car Leopold I. godine 1659. Andriji (u. oko 1672.), koji je tad dobio i grb te 1661. nominalno neke posjede u Bosni. 1697. je godine obitelj se odselila u Ilok. Ovaj ogranak je izumro s Franjom Nikolom (1716. – 1785.). 
Dva su brata Brnjakovića dobila posjede u Banatu. Barunima Josipu i Antunu car Franjo I. dodijelio ih je 1803. godine. Josip i Antun su tad promijenili ime u Bernáthffy Liberi Barone de Olovacz. Od tada datira mađarski ogranak ove obitelji. Ova grana izumire s Franjom (?–1833.). Mađarski dokumenti spominju ih i pod oblikom prezimena Bernátfi i Bernakovits. Iz ove grane još se ističe Josip Brnjaković (Ilok, 1765. - Veliki Varadin, 19. prosinca 1837.).

## Vanjske poveznice
- Geni.com Prezime Grubišić
- Hrvatska, Lika, Europa, Hrvati, Naši korijeni  Arhivirana inačica izvorne stranice od 18. veljače 2021. (Wayback Machine) Grubišić (Bergnakovich) Grubissich